# Louis Zwahlen (Unternehmer)
Louis Zwahlen (* 2. April 1857 in Lausanne; † 2. Juni 1919 in Le Brassus) war ein Schweizer Ingenieur, Unternehmer und Politiker.
Er absolvierte in Vevey die Lehre als Schlosser und erweiterte seine Ausbildung in Paris. Bei seiner Rückkehr in den Kanton Waadt gründete er im Jahr 1881 in Lausanne eine Metallbau- und Kunstschlossereiwerkstatt, die zuerst im Quartier Grand-Chêne, ab 1885 im Quartier Flon und seit 1906 in der Gemeinde Prilly niedergelassen war. 
Die Konstruktionswerkstatt war an vielen grossen Bauprojekten am Ende des 19. Jahrhunderts in Lausanne beteiligt, zum Beispiel beim Bau des Gerichtsgebäudes Montbenon, des Postgebäudes von Lausanne, des Bahnhofs Lausanne und des grossen Mehrzweckgebäudes Palais de Rumine. Weitere Bauwerke errichtete das Atelier von Louis Zwahlen unter anderem im Kanton Bern und in Frankreich, so etwa Hotelbauten in Évian-les-Bains, Divonne-les-Bains und Nizza.
An der Schweizerischen Landesausstellung 1914 in Bern erhielt Louis Zwahlens Unternehmen die Goldmedaille. Das Unternehmen besteht heute noch unter dem Namen Zwahlen et Mayr SA in Aigle.
Louis Zwahlen gehörte zu den Gründern der Société industrielle et commerciale de Lausanne, der Chambre vaudoise du commerce et de l'industrie. Er gründete zusammen mit Gleichgesinnten die Versicherungsgesellschaft Assurance mutuelle vaudoise, die späteren Vaudoise Versicherungen. Als Vertreter der Wirtschaft wurde er 1917 in den Grossen Rat des Kantons Waadt gewählt.